# Los Lagos (megalitos)
El conjunto megalítico de Los Lagos se encuentra en las brañas del mismo nombre, a 1.730 m s. n. m. en la Sierra de Híjar, Hermandad de Campoo de Suso. De entre los de su naturaleza, es el yacimiento conocido más alto de Cantabria. A falta del resultado del estudio del carbono, este yacimiento puede datarse entre los 4000 y 3500 años cal. B.C.
Fue citado por primera vez en el año 1995, aunque el lugar es conocido y usado desde tiempos inmemoriales por los ganaderos del valle de Campoo, como uno de los mejores seles de verano. Su situación cumple una de las primeras funciones que se cree debían tener las construcciones megalíticas, es decir, poder ver y poder ser vistos; desde Los Lagos se domina todo el valle, y su cima es vista desde más allá de Reinosa.
Hasta el año 2000 se han excavado tres áreas, llamadas Los Lagos I, II y III y IV, en las que se han encontrado tres cámaras funerarias y tres menhires, uno de ellos con labrado con cazoletas y características similares a los conocidos como "fálicos". Se ha descubierto además los restos de lo que pudiera ser un gran cromlech, aún por excavar, y que se ha llamado Los Lagos V. En la última excavación durante la campaña de 2010 se descubrió una estructura sencilla de paredes de canto y palos, con abundancia de percutores y otros instrumentos de piedra, lo que podría ser una pequeña construcción habitacional, quizá refugio de pastores.
Entre los restos encontrados en las estructuras megalíticas destacan algunos instrumentos de piedra, carbón vegetal, fragmentos cerámicos "a mano", ámbar, azabache, y huesos, correspondiente todo ello a ritos y ajuares funerarios.